# Xenosoma bryki
Xenosoma bryki là một loài bướm đêm thuộc phân họ Arctiinae, họ Erebidae.